# 호너의 방법
수학에서 호너의 방법(영어: Horner's rule)은 다항식을 표현하는 방법이다. 영국의 수학자인 윌리엄 조지 호너의 이름을 따서 지어졌지만,
다항식을 호너의 방법으로 정확히 표현하자면
{\displaystyle p(x)=a_{0}+a_{1}x+a_{2}x^{2}+\cdots +a_{n}x^{n}}
를
{\displaystyle p(x)=a_{0}+x(a_{1}+x(a_{2}+x(\cdots +x(a_{n-1}+xa_{n})\cdots ))).}
로 표현하게 된다.